# Gardenia lanutoo
Gardenia lanutoo är en måreväxtart som beskrevs av Franz Reinecke. Gardenia lanutoo ingår i släktet Gardenia och familjen måreväxter. Inga underarter finns listade i Catalogue of Life.